# Tripodichthys blochii
Tripodichthys blochii és una espècie de peix de la família dels triacàntids i de l'ordre dels tetraodontiformes. Adult, pot atènyer fins a 15 cm de longitud total.
Menja invertebrats bentònics. És un peix marí, de clima tropical i demersal. Es troba a la Xina, el Sud-est asiàtic, les Filipines i Indonèsia.

## Ús comercial
Es comercialitza fresc.